# Collix inaequata
Collix inaequata är en fjärilsart som beskrevs av Achille Guenée 1862. Collix inaequata ingår i släktet Collix och familjen mätare. Inga underarter finns listade i Catalogue of Life.